# Leonidas Kokas
Leonidas Kokas (gr. Λεωνίδας Κόκας; ur. 3 czerwca 1973 w Korczy) – grecki sztangista, srebrny medalista igrzysk olimpijskich i dwukrotny medalista mistrzostw świata.

## Kariera
Swój pierwszy medal na arenie międzynarodowej wywalczył podczas igrzysk olimpijskich w Atlancie w 1996 roku, gdzie zdobył srebrny medal w wadze półciężkiej. W zawodach tych rozdzielił na podium Rosjanina Aleksieja Pietrowa i Niemca Olivera Caruso. Był to jego jedyny start olimpijski. Na rozgrywanych dwa lata później mistrzostwach świata w Lahti w tej samej kategorii wagowej zdobył brązowy medal. Wynik ten powtórzył podczas mistrzostw świata w Atenach w 1999 roku.